# NGC 324

NGC 324

إن جي سي 324 (بالإنجليزية: NGC 324)‏ التي يرمز لها بالرمز NGC 324، هي مجرة، في كوكبة العنقاء.

## الاكتشاف
اكتشفت في 23 أكتوبر 1835، بواسطة جون هيرشل.